# Château d'Hauterives (Lozère)
Pour les articles homonymes, voir Château d'Hauterives.
Le château d'Hauterives est un château situé au-dessus du village homonyme, sur la commune de Sainte-Enimie en Lozère, en France. Autrefois chef-lieu de la vicomté d'Hauterive, il est aujourd'hui en ruines (Il l'était déjà en 1724), et d'un accès difficile, aucune route ne menant au village d'Hauterives.

## Situation
Le château est situé sur la commune de Sainte-Enimie et surplombe les gorges du Tarn. Il est construit au-dessus du village d'Hauterives (Parfois orthographié Hauterive), sur la rive gauche du Tarn. Aucune route ne permet d'accéder au village, un système de bacs permettant de traverser le Tarn, et un téléphérique au-dessus de la rivière sert au transport des marchandises et du courrier. Plusieurs chemins, provenant de Sainte-Enimie ou de La Malène, permettent également de rejoindre le village et le château.

## Histoire

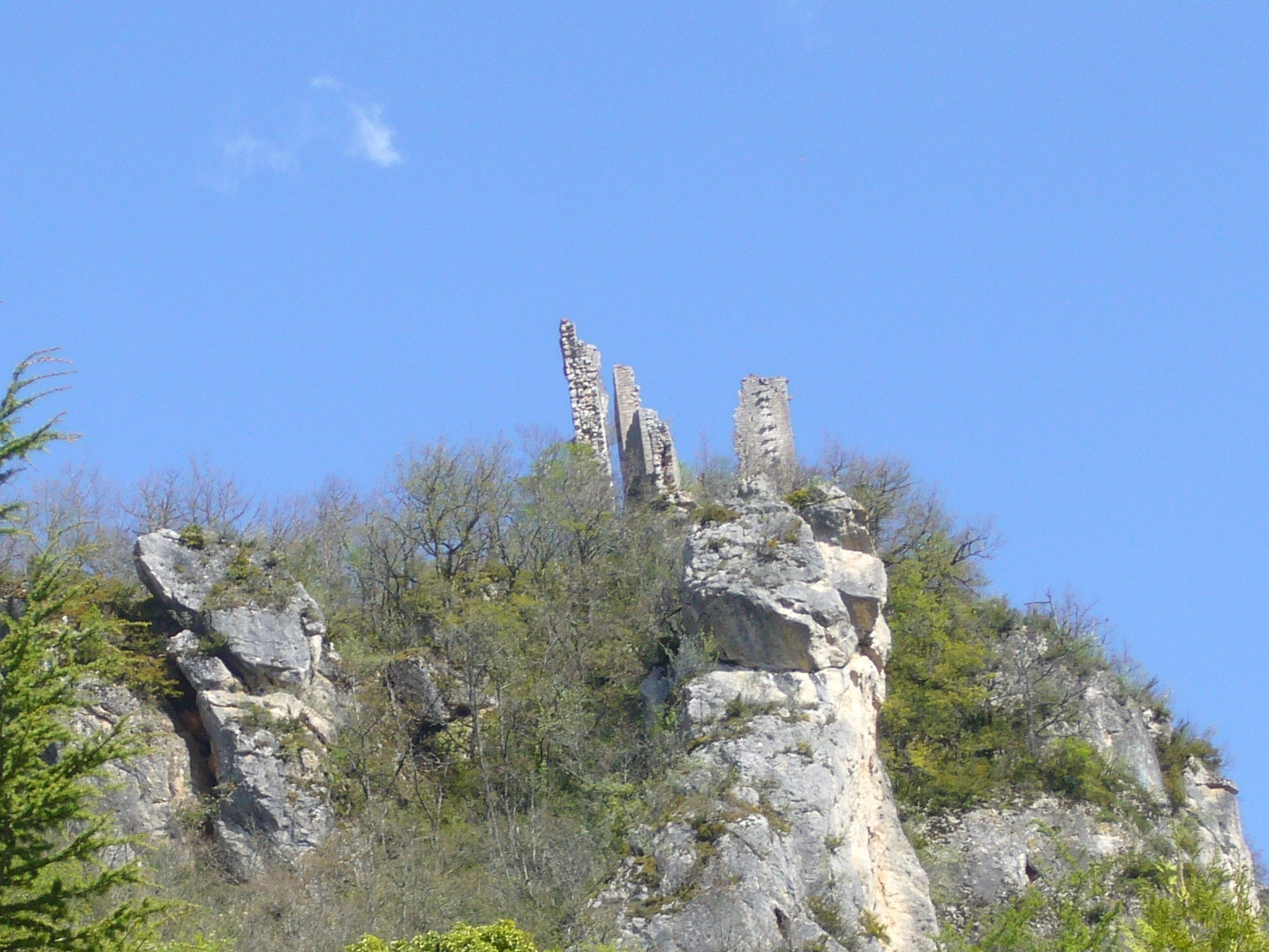
Vue des ruines depuis le chemin en contrebas

Édifié au XIIe siècle par le sire de Séverac-le-Château afin de protéger entre autres le causse Méjean, le château en même temps que la terre de Sévérac reviennent en 1508 à la jouissance de la famille d'Arpajon qui depuis 1385 avait déjà la seigneurie de Sévérac-le-Château, par mariage d'Hugues d'Arpajon avec Jeanne de Severac. Suivant M. Monestier, c'est Gui I d'Arpajon, vivant alors, qui se qualifia le premier vicomte d'Hauterive ; suivant l'Histoire des Grands officiers de la couronne, ce fut Jean III d'Arpajon, son fils, vivant en 1514.
La seigneurie d'Arpajon était l'une des douze seigneuries gentilhommières donnant droit d'entrée aux états particuliers du Gévaudan. Il a été détruit entre 1629 et 1634.

### Sources et références
1. ↑   Sur les frontières du Gévaudan et des Cévennes se trouvait une terre baroniale avec château portant aussi le nom d'Arpajon, lequel était peu éloigné du château d'Hauterive, chef-lieu de la vicomté de ce nom, vendue au commencement du XVIIIe siècle par Catherine-Françoise d'Arpajon, comtesse de Roussy, à MM. Guérin des Arènes et Grandsaigne de Loupiac
2. ↑  Baron de Gaujal, Études historiques sur le Rouergue, Volume 4 …tous les autres châteaux ruinés mentionnés dans les Mémoires historiques sur le Gevaudan (du Père Louvreleul), et notamment celui d'Hauterive.
3. ↑  Le village de Hauterive dans les gorges du Tarn Le village n'est pas desservi par la route. Il est approvisionné par un câble à treuil électrique. Si le câble casse, c'est la famine !
4. ↑  Châteaux XII°(Sainte Enimie), édifié par les sires de Séverac le Château (Aveyron). Commandait et protégeait  l’accès au causse Méjean et les échanges de la région.